# Hajduki Nyskie (przystanek kolejowy)
Hajduki Nyskie – przystanek osobowy na zlikwidowanej linii kolejowej nr 256 Nysa – Ścinawa Mała, w miejscowości Hajduki Nyskie, w województwie opolskim, w powiecie nyskim, w gminie Nysa, w Polsce.
| Hajduki Nyskie                                         |  |                             |
| Linia nr 256 (D29-1971) Nysa – Ścinawa Mała (5,700 km) |  |                             |
| Nysa Nowy Światodległość: 3,200 km                     |  | Kępnica odległość: 3,000 km |